# Barbitanya
Barbitanya fou una ciutat de l'Àndalus. El 1006, en una expedició a Pamplona, és esmentada com la darrera plaça en terra de l'islam.
La ciutat es troba en la unió dels rius Cinca i Vero. Originàriament, és possible que s'anomenés Bergidum o Bergiduna. El seu nom en llatí era Barbastrum o Civitas Barbastrensis. En època romana era part de la província Tarraconense.

## Història
Ocupada pels àrabs des dels primers anys de la conquesta de la península, juntament amb Waixqa conformava l'ath-Thaghr al-Aqsà, la marca extrema, que formava part de la línia defensiva d'ath-Thaghr al-Alà, la marca superior amb Làrida i Saraqusta.
Després de la derrota en la batalla de Graus la primavera de 1063, en la qual va morir Ramir I d'Aragó, el seu fill Sanç I d'Aragó i Pamplona va atacar la ciutat de Barbastre el 1064, i va tenir l'ajut d'Ermengol III d'Urgell i del normand Robert Crespin. Els cristians tenien un exèrcit de 40.000 soldats i el setge va durar un mes. La ciutat fou concedida en feu a Ermengol III d'Urgell.
Dos anys més tard, Àhmad al-Mùqtadir va reconquerir la ciutat, i en aquesta nova batalla, el 1066, Ermengol III va morir. L'any 1100, fou finalment conquerida per Pere I d'Aragó i unida al Regne d'Aragó.